# HMS Trollope (K575)
HMS Trollope (K575) là một tàu frigate lớp Captain của Hải quân Hoàng gia Anh hoạt động trong Chiến tranh Thế giới thứ hai. Nó nguyên được Hoa Kỳ chế tạo như chiếc DE-566 (chưa đặt tên), một tàu hộ tống khu trục lớp Buckley, và chuyển giao cho Anh Quốc theo Chương trình Cho thuê-Cho mượn (Lend-Lease). Tên nó được đặt theo Đô đốc Sir Henry Trollope (1756-1839), hạm trưởng chiếc HMS Russell (1764) và đã từng tham gia các cuộc Chiến tranh Độc lập Hoa Kỳ và Chiến tranh Cách mạng Pháp. Nó đã phục vụ trong chiến tranh cho đến khi bị hư hại vào ngày 6 tháng 7, 1944; có thể bị mắc cạn gần Arromanches-les-Bains, Pháp hoặc do trúng ngư lôi phóng từ tàu E-boat đối phương ngoài khơi La Poterie-Cap d'Antifer. Con tàu được hoàn trả trên danh nghĩa cho Hoa Kỳ năm 1944, và cuối cùng bị bán để tháo dỡ tại Scotland vào năm 1947.

## Thiết kế và chế tạo
Buckley là một trong số sáu lớp tàu hộ tống khu trục được Hải quân Hoa Kỳ chế tạo nhằm đáp ứng nhu cầu hộ tống vận tải trong Thế Chiến II, sau khi Hoa Kỳ chính thức tham chiến vào cuối năm 1941. Chúng hầu như tương tự nhau, chỉ với những khác biệt về hệ thống động lực và vũ khí trang bị. Động cơ của phân lớp Backley bao gồm hai turbine hơi nước General Electric để dẫn động hai máy phát điện vận hành hai trục chân vịt, và dàn vũ khí chính bao gồm 3 khẩu pháo pháo 3 in (76 mm)/50 cal.
Những chiếc phân lớp Buckley (TE) có chiều dài ở mực nước 300 ft (91 m) và chiều dài chung 306 ft (93 m); mạn tàu rộng 37 ft 1 in (11,30 m) và độ sâu mớn nước khi đầy tải là 11 ft 3 in (3,43 m). Chúng có trọng lượng choán nước tiêu chuẩn 1.430 tấn Anh (1.450 t); và lên đến 1.823 tấn Anh (1.852 t) khi đầy tải. Hệ thống động lực bao gồm hai nồi hơi và hai turbine hơi nước General Electric công suất 13.500 mã lực (10.100 kW), dẫn động hai máy phát điện công suất 9.200 kilôwatt (12.300 hp) để vận hành hai trục chân vịt;  công suất 12.000 hp (8.900 kW) cho phép đạt được tốc độ tối đa 23 kn (26 mph; 43 km/h). Con tàu mang theo 359 tấn Anh (365 t) dầu đốt, cho phép di chuyển đến 6.000 nmi (6.900 mi; 11.000 km) ở vận tốc đường trường 12 kn (14 mph; 22 km/h).
Vũ khí trang bị bao gồm pháo 3 in (76 mm)/50 cal trên ba tháp pháo nòng đơn đa dụng (có thể đối hạm hoặc phòng không), gồm hai khẩu phía mũi và một khẩu phía đuôi. Vũ khí phòng không tầm gần bao gồm hai pháo Bofors 40 mm và tám pháo phòng không Oerlikon 20 mm. Con tàu có ba ống phóng ngư lôi Mark 15 21 inch (533 mm). Vũ khí chống ngầm bao gồm một dàn súng cối chống tàu ngầm Hedgehog Mk. 10 (có 24 nòng và mang theo 144 quả đạn); hai đường ray Mk. 9 và bốn máy phóng K3 Mk. 6 để thả mìn sâu. Thủy thủ đoàn đầy đủ bao gồm 200 sĩ quan và thủy thủ.
Trollope được đặt lườn như là chiếc DE-566 (chưa đặt tên) tại xưởng tàu của hãng Bethlehem-Hingham Steel Shipyard ở Hingham, Massachusetts vào ngày 29 tháng 9, 1943 và được hạ thủy vào ngày 20 tháng 11, 1943. Con tàu được chuyển giao cho Anh Quốc và nhập biên chế cùng Hải quân Anh như là chiếc HMS Trollope (K575) vào ngày 10 tháng 1, 1944 dưới quyền chỉ huy của Hạm trưởng, Thiếu tá Hải quân Harry Westacott.

## Lịch sử hoạt động
Sau khi hoàn tất việc chạy thử máy và huấn luyện, Trollope lên đường cho chuyến đi vượt Đại Tây Dương sang quần đảo Anh. Nó phục vụ hộ tống vận tải và tuần tra chống tàu ngầm tại eo biển Manche và Bắc Hải cũng như đã tham gia vào Chiến dịch Neptune, hoạt động hải quân trong khuôn khổ cuộc đổ bộ Normandy được tiến hành từ ngày 6 tháng 6, 1944.
Vào ngày 6 tháng 7, lúc 01 giờ 30 phút, Trollope trúng ngư lôi phóng từ xuồng phóng lôi E-Boat Đức ngoài khơi Cap d'Antifer, Pháp. Ba quả ngư lôi đã đánh trúng con tàu khiến nó vỡ làm đôi. Phần mũi bị tách rời và trôi nổi không kiểm soát, trở nên mối đe dọa đối với các con tàu khác, nên đã bị đánh đắm có chủ đích. Phần đuôi tàu được một tàu kéo Hoa Kỳ kéo đến Arromanches-les-Bains và được cho mắc cạn để cứu hộ những người còn lại trên tàu.
Được xem là một tổn thất toàn bộ, Trollope được hoàn trả trên danh nghĩa cho Hoa Kỳ vào ngày 10 tháng 10, 1944, nhằm giảm bớt chi phí mà Anh phải trả cho Hoa Kỳ trong Chương trình Cho thuê-Cho mượn (Lend-Lease). Nó được rút tên khỏi danh sách Đăng bạ Hải quân Hoa Kỳ vào ngày 13 tháng 11, 1944 và bị bán cho hãng John Lee tại Belfast, Bắc Ireland vào ngày 9 tháng 1, 1947 để tháo dỡ. Con tàu được tháo dỡ tại Scotland vào tháng 5, 1951.